# François du Jon (il giovane)
François du Jon, noto anche come Francesco Giunio o Franciscus Junius, (Heidelberg, 29 gennaio 1591 – Windsor, 1677), è stato un filologo tedesco.

## Biografia
François du Jon nacque a Heidelberg io 29 gennaio 1591 e fu un pioniere della filologia germanica. Era un collezionista di manoscritti antichi e pubblicò le prime edizioni moderne di diversi testi importanti. 
Verso la fine della sua vita si dedicò allo studio delle antiche lingue germaniche. Il suo lavoro, già di per sé di valore notevole, è importante perché ha suscitato interesse in un campo allora trascurato.
Era figlio di François du Jon il vecchio.

## Opere principali
- De pictura veterum, 1637, tradotto in inglese come On the Painting of the Ancients nel 1638, e in nederlandese come De Schilder-konst der Oude begrepen in drie boecken nel 1641, ristampato nel 1659 (una seconda edizione del De pictura, allargata e migliorata da lui e con l'aggiunta di un indice, fu pubblicata postuma da J. G. Graevius nel 1694, con una biografia di de Jon come prefazione - Francisci Junii f.f. de pictura veterum libri tres).
- Observationes in Willerami Abbatis Francicam paraphrasin Cantici Canticorum,  1655 ("Note sulla parafrasi in francone [= alto tedesco] del cantico dei Cantici dell'abate Williram")
- Caedmonis monachi paraphrasis poetica Genesios ac praecipuarum sacrae paginae historiarum, abhinc annos M.LXX. Anglo-Saxonice conscripta, et nunc primum edita, 1655
- Gothicum Glossarium, quo Argentii Codicis Vocabula explicantur, 1664
- Quatuor Domini Nostri Iesu Christi Evangeliorum Versiones perantiquae duae, Gothica scilicet et Anglo-Saxonica, 1665
- Catalogus architectorum, mechanicorum, sed præcipue pictorum, 1694
- Etymologicum anglicanum, 1743